# Lecania aipospila
Lecania aipospila är en lavart som först beskrevs av Göran Wahlenberg, och fick sitt nu gällande namn av Theodor 'Thore' Magnus Fries. Lecania aipospila ingår i släktet Lecania och familjen Ramalinaceae.  Arten är reproducerande i Sverige. Inga underarter finns listade i Catalogue of Life.